# Aerei da guerra
Aerei da guerra è una enciclopedia che tratta argomenti esclusivamente relativi alla guerra aerea moderna. Venne sviluppata dalla Aerospace Publishing, copyright 1985 per i testi, Pilot Press Ltd. per i disegni e i grafici. L'edizione originale venne pubblicata dalla Orbis Publishing Ltd (Londra), mentre in Italia venne importata e redatta in italiano dalla De Agostini (copyright 1987).
Lo staff vedeva Mario Nilo come direttore generale, assieme a Jason Vella, mentre la direzione delle redazioni era affidata a Vincenzo Dominici.
I testi nell'edizione inglese erano di grandi esperti come R. Francillon, Alfred Price e Bill Gunston.
Il progetto di questa enciclopedia venne studiato appena dopo Armi da guerra e un po' prima di Take Off - L'aviazione. Esso venne evidentemente trovato necessario per dare un maggiore risalto alle moderne macchine da combattimento aereo, evidentemente considerate abbastanza sofisticate e richieste da meritare una enciclopedia tutta loro. Forse si pensò che questo filone era il più gradito dei vari su cui l'enciclopedia precedente L'aviazione, realmente onnicomprensiva, era interessata.
Il progetto di base venne certamente influenzato anche da alcuni elementi importanti: la Guerra Fredda era allora nella sua fase culminante, ma a differenza dell'inizio degli anni ottanta in Occidente si cominciava a considerare possibile e probabile vincerla. Uno di questi motivi era il potere aereo, come nel caso del Panavia Tornado, aereo-meraviglia che stava entrando in servizio al momento della redazione di Armi da Guerra (che ne dava già molto risalto), ma che si stava diffondendo in gran numero qualche anno dopo. Il N.1 era dedicato per l'appunto al Tornado.
Lo schema dell'opera era il seguente:
- primo argomento, "Guerra Aerea", nel caso del N.1, quella in Afghanistan (all'epoca non erano ancora entrati nelle cronache gli Stinger, per cui si tratta di una testimonianza coeva di quando i mujahidin erano prossimi alla sconfitta).
- poi viene "Il grande aereo", nel caso del N.1 il Tornado, con un disegno centrale di 30x80 centimetri ripiegabile, estremamente curato e dettagliato, dotato di numerose indicazioni sui particolari del disegno. Vi è anche una sezione molto dettagliata della macchina, i reparti operativi e le loro insegne, e comparazioni sommarie con i velivoli pari classe.
- Si passa poi allo schedario, "Tutti gli aerei dalla A alla Z", con un aereo, disegni, fotografia, scheda tecnica, stemmi di tutti gli utilizzatori noti con tanto di mappamondo colorato dove sono evidenziate in rosso le nazioni che lo usano.